# Trichomycterus mondolfi
Trichomycterus mondolfi är en fiskart som först beskrevs av Schultz, 1945.  Trichomycterus mondolfi ingår i släktet Trichomycterus och familjen Trichomycteridae. Inga underarter finns listade i Catalogue of Life.